# Haplinis subtilis
Haplinis subtilis är en spindelart som beskrevs av A. David Blest och Vink 2002. Haplinis subtilis ingår i släktet Haplinis och familjen täckvävarspindlar. Inga underarter finns listade i Catalogue of Life.